# Jiangxi International Women's Tennis Open 2017 - Doppio
Liang Chen e Lu Jingjing erano le detentrici del titolo, ma hanno scelto di partecipare con partner diversi. Liang ha fatto coppia con Ye Qiuyu mentre Lu con You Xiaodi, le due coppie si sono affrontate nei quarti di finale con la vittoria di Liang e Ye.
In finale Jiang Xinyu e Tang Qianhui hanno sconfitto Alla Kudryavtseva e Arina Rodionova con il punteggio di 6-3, 6-2.

## Teste di serie
1. Nao Hibino /  Miyu Katō (semifinale)
2. Shūko Aoyama /  Chang Kai-chen (primo turno)

1. Makoto Ninomiya /  Kotomi Takahata (quarti di finale)
2. Alla Kudryavtseva /  Arina Rodionova (finale)

## Wildcard
1. Sun Xuliu /  Zheng Wushuang (primo turno)

## Tabellone

### Legenda
| - Q = Qualificato - WC = Wild card - LL = Lucky loser | - ALT = Alternate - SE = Special Exempt - PR = Protected Ranking | - w/o = Walkover - r = Ritirato - d = Squalificato |

|  | Primo turno                   | Primo turno                   | Primo turno                 | Primo turno | Primo turno |  |  | Quarti di finale | Quarti di finale              | Quarti di finale              | Quarti di finale            | Quarti di finale            |    |   | Semifinali     | Semifinali                  | Semifinali                  | Semifinali     | Semifinali     |   |   | Finale | Finale | Finale | Finale | Finale |  |
|  |                               |                               |                             |             |             |  |  |                  |                               |                               |                             |                             |    |   |                |                             |                             |                |                |   |   |        |        |        |        |        |  |
|  | 1                             | N Hibino M Katō               | 6                           | 2           | [10]        |  |  |                  |                               |                               |                             |                             |    |   |                |                             |                             |                |                |   |   |        |        |        |        |        |  |
|  |                               | J Namigata R Sawayanagi       | 2                           | 6           | [5]         |  |  | 1                | N Hibino M Katō               | N Hibino M Katō               | 6                           | 6                           |    |   |                |                             |                             |                |                |   |   |        |        |        |        |        |  |
|  | N Lertpitaksinchai P Plipuech | N Lertpitaksinchai P Plipuech | 6                           | 3           | [10]        |  |  |                  | N Lertpitaksinchai P Plipuech | N Lertpitaksinchai P Plipuech | 3                           | 2                           |    |   |                |                             |                             |                |                |   |   |        |        |        |        |        |  |
|  | E Hozumi R Ozaki              | E Hozumi R Ozaki              | 4                           | 6           | [8]         |  |  |                  |                               |                               |                             |                             |    |   | 1              | N Hibino M Katō             | N Hibino M Katō             | 2              | 1              |   |   |        |        |        |        |        |  |
|  | 4                             | A Kudryavtseva Ar Rodionova   | A Kudryavtseva Ar Rodionova | 6           | 7           |  |  |                  |                               | 4                             | A Kudryavtseva Ar Rodionova | A Kudryavtseva Ar Rodionova | 6  | 6 |                |                             |                             |                |                |   |   |        |        |        |        |        |  |
|  |                               | C Liu Jia Lu                  | C Liu Jia Lu                | 4           | 6(1)        |  |  | 4                | A Kudryavtseva Ar Rodionova   | A Kudryavtseva Ar Rodionova   | 7                           | 6                           |    |   |                |                             |                             |                |                |   |   |        |        |        |        |        |  |
|  | X Han L Zhu                   | X Han L Zhu                   | X Han L Zhu                 | 6           | 6           |  |  |                  | X Han L Zhu                   | X Han L Zhu                   | 5                           | 2                           |    |   |                |                             |                             |                |                |   |   |        |        |        |        |        |  |
|  | Y Wang K Zhang                | Y Wang K Zhang                | Y Wang K Zhang              | 1           | 2           |  |  |                  |                               |                               |                             |                             |    |   | 4              | A Kudryavtseva Ar Rodionova | A Kudryavtseva Ar Rodionova | 3              | 2              |   |   |        |        |        |        |        |  |
|  | X Jiang Q Tang                | X Jiang Q Tang                | X Jiang Q Tang              | 7           | 6           |  |  |                  |                               |                               |                             |                             |    |   |                |                             |                             | X Jiang Q Tang | X Jiang Q Tang | 6 | 6 |        |        |        |        |        |  |
|  | Y Duan Q Wang                 | Y Duan Q Wang                 | Y Duan Q Wang               | 64          | 2           |  |  |                  | X Jiang Q Tang                | X Jiang Q Tang                | 7                           | 7                           |    |   |                |                             |                             |                |                |   |   |        |        |        |        |        |  |
|  | WC                            | X Sun W Zheng                 | X Sun W Zheng               | 2           | 3           |  |  | 3                | M Ninomiya K Takahata         | M Ninomiya K Takahata         | 5                           | 5                           |    |   |                |                             |                             |                |                |   |   |        |        |        |        |        |  |
|  | 3                             | M Ninomiya K Takahata         | M Ninomiya K Takahata       | 6           | 6           |  |  |                  |                               |                               |                             |                             |    |   | X Jiang Q Tang | X Jiang Q Tang              | X Jiang Q Tang              | 7              | 7              |   |   |        |        |        |        |        |  |
|  | J Cako K Lykina               | J Cako K Lykina               | J Cako K Lykina             | 4           | 3           |  |  |                  |                               | C Liang Q Ye                  | C Liang Q Ye                | C Liang Q Ye                | 62 | 5 |                |                             |                             |                |                |   |   |        |        |        |        |        |  |
|  | Jin Lu X You                  | Jin Lu X You                  | Jin Lu X You                | 6           | 6           |  |  | Jin Lu X You     | Jin Lu X You                  | Jin Lu X You                  | 3                           | 3                           |    |   |                |                             |                             |                |                |   |   |        |        |        |        |        |  |
|  |                               | C Liang Q Ye                  | C Liang Q Ye                | 7           | 6           |  |  | C Liang Q Ye     | C Liang Q Ye                  | C Liang Q Ye                  | 6                           | 6                           |    |   |                |                             |                             |                |                |   |   |        |        |        |        |        |  |
|  | 2                             | S Aoyama K-c Chang            | S Aoyama K-c Chang          | 5           | 2           |  |  |                  |                               |                               |                             |                             |    |   |                |                             |                             |                |                |   |   |        |        |        |        |        |  |